# کاترین مارتین (طراح)
کاترین مارتین (انگلیسی: Catherine Martin؛ زاده ۲۶ ژانویهٔ ۱۹۶۵) یک تهیه‌کننده و طراح لباس و دکور اهل استرالیا است. وی در طول فعالیتش تا کنون برنده چهار جایزه اسکار شده است.